# Xã Buckhorn, Quận Brown, Illinois
Xã Buckhorn (tiếng Anh: Buckhorn Township) là một xã thuộc quận Brown, tiểu bang Illinois, Hoa Kỳ. Năm 2010, dân số của xã này là 98 người.